# Ptychotrygon
Ptychotrygon è un genere estinto di razze simili ai pesci sega, appartenente agli Sclerorhynchoidei, vissuto durante il Cretaceo (Albiano–Maastrichtiano). I suoi fossili sono stati rinvenuti in tutto il mondo.

## Descrizione
Ptychotrygon era caratterizzato da un rostro ipertrofico privo di denticoli rostrali ingranditi, e da elementi pettorali prossimali (propterigio, mesopterigio e metapterigio) a forma di pagaia. Gli elementi scheletrici mostrano dettagli unici, come la presenza di due canali rostrali ventrali paralleli, ipobrancheali secondi e terzi sviluppati senza superficie di articolazione con il basibranchiale, e un apparato branchiale particolare, 
caratterizzato da un grande secondo ipobranchiale senza processo anteriore, probabilmente fuso al basibranchiale e privo di articolazioni con altri elementi branchiali.
I denti di Ptychotrygon erano piccoli (meno di 2 mm), con corona piramidale affilata, creste trasversali, uvula corta e larga, e radice di tipo oloaulacorizo, con un'unica coppia di forami marginolinguali.

## Tassonomia
Il genere Ptychotrygon venne istituito da Otto Jaekel nel 1894, per accogliere la specie Ptychodus triangularis precedentemente descritta da von Reuss nel 1845.
Secondo recenti revisioni del gruppo degli sclerorincoidi, Ptychotrygon è assegnato alla famiglia Ptychotrygonidae, insieme ai generi Ptychotrygonoides, Texatrygon e Asflapristis.
Un'analisi filogenetica ha identificato due cladi principali all'interno degli Sclerorhynchoidei: uno comprendente Ischyrhiza, Onchopristis e Schizorhiza, e l'altro comprendente Micropristis, Sclerorhynchus, Libanopristis e gli Ptychotrygonidae.
I primi resti scheletrici tridimensionali, riferibili alla specie Ptychotrygon rostrispatula, provengono dal Turoniano (Cretaceo superiore) del Marocco. Questi esemplari hanno permesso una descrizione quasi completa del genere e una migliore comprensione delle sue relazioni filogenetiche, confermandone l'appartenenza agli Sclerorhynchoidei.

### Specie
Le seguenti specie sono riconosciute come valide:
- †Ptychotrygon ameghinorum
- †Ptychotrygon blainensis
- †Ptychotrygon eutawensis
- †Ptychotrygon geyeri
- †Ptychotrygon mcnultyi
- †Ptychotrygon nazeensis
- †Ptychotrygon pustulata
- †Ptychotrygon rostrispatula
- †Ptychotrygon striata
- †Ptychotrygon triangularis
- †Ptychotrygon vermiculata